# Berkeley Software Design
Berkeley Software Design Inc. – przedsiębiorstwo założone przez członków Computer Systems Research Group Uniwersytetu w Berkeley, które skomercjalizowało system BSD, działające w latach 1993–2001.

## Historia
W marcu 1993 wydany został bazujący na kodzie 4.3BSD Net/2 – BSD/386, potem BSD/OS. BSDI sprzedawało jego licencje oraz wsparcie techniczne, a także udostępniało kod źródłowy dla zainteresowanych.
Po podpisaniu ugody w procesie między USL/Novell a Uniwersytetem Kalifornijskim Berkeley – BSDI oparło nowsze wersje swego systemu na pozbawionym kodu AT&T BSD 4.4 Lite. Nazwa systemu zmieniona została na BSD/OS.
W 2001 roku przedsiębiorstwo zostało przejęte przez Wind River Systems, a następnie przez Telenet Systems. Wind River zaprzestał dystrybucji BSD/OS z końcem 2003 roku, a z końcem roku 2004 wycofał dla niego wsparcie techniczne. 